# Anthrenus picturatus
Anthrenus picturatus es una especie de escarabajo de piel del género Anthrenus, categorizada en la tribu Anthrenini, de la subfamilia Megatominae. Mide aproximadamente 3-4 mm de longitud.

## Distribución
Se distribuye por Cáucaso, Turkmenistán, Uzbekistán, Kazajistán, Kirguistán, Irán, Afganistán y Transcaucasia.

## Taxonomía
Fue descrita por Solskij en 1876.